# La última muerte
La última muerte és una pel·lícula mexicana de ciència-ficció estrenada el 27 de gener de 2012, protagonitzada per Kuno Becker, i dirigida per David "Letxe" Ruiz.

## Sinopsi
Jaime, un psicoanalista amb problemes d'alcoholisme, troba a un jove nu i malferit prop de la seva cabanya. Amb lesions severes i sofrint d'amnèsia, el noi (Christian) és internat en un hospital on s'adonen que la seva identitat no està registrada en el Banc Mundial d'Informació Personal. Això genera alerta entre les autoritats que immediatament intenten capturar al jove, però aquest és ajudat per Jaime per a escapar. Intrigat per la identitat del noi, Jaime comença a investigar perquè el persegueixen… trobant-se amb una amenaça encara major, perquè darrere de tot, està Mateo Wilkins, un poderós empresari que porta anys fent experiments secrets en els quals el jove sembla estar implicat
A la última muerte, Christian afronta una història de suspens, l'eix narratiu del qual és la pena de mort i la clonació d'òrgans.

## Repartiment
- Kuno Becker com Christian (Protagonista).
- Álvaro Guerrero com Jaime (Protagonista).
- Manolo Cardona com David (Co-Protagonista).
- Alexandra de la Mora - Ray.
- Marius Biegai - Guardaespatlles
- Luis Arrieta com Checho.
- Claudette Maillé - Sofía.
- Kendra Santacruz - Monica.
- Carlos Bracho - Wilkins (Vilà).
- Thelma Madrigal - Lizzy Wilkins.
- Omar Ayala - Guarura.
- Emilio Guerrero - Governador.
- Julian Sedgwick - Dr. Castañeda
- Carlos Kaspar - Helmut.
- Adrian Makala - Jan.
- Guillermo Larrea - Cap de Seguretat
- Paternostro Adrian Alejandro -Pilot de l'helicòpter que s'estrella.

## Nominacions
En la 42a edició de les Diosas de Plata fou nominada als premis a millor actor, millor edició i millor banda sonora.